# GiFTPiA
GiFTPiA (ギフトピア?) è un simulatore di vita sviluppato da Skip e pubblicato nel 2003 da Nintendo per GameCube. Il titolo del gioco è una combinazione di gift (regalo, dono) e utopia.
Commercializzato esclusivamente Giappone, il videogioco è stato mostrato in lingua inglese all'E3 2003, tuttavia non è stata mai annunciata una distribuzione in Occidente.

## Trama
Il giorno della festa organizzata per aver raggiunto la maturità, Pockle (il protagonista) rimane a dormire a letto dimenticandosene. Il sindaco della città gli chiede quindi di coprire i costi della festa, ovvero 5 milioni di Bell (la moneta dell'isola).

## Modalità di gioco
Inizialmente, ci saranno diverse limitazioni: Pockle avrà una catena con palla di ferro legata alla gamba, dovrà obbedire ad un robot e non tornare a casa troppo tardi per non essere derubato. Più avanti incontrerà un uomo anziano che gli donerà dei funghi allucinogeni e gli insegnerà ad essere un vero adulto, aiutando le altre persone. Più Pockle crescerà, più le limitazioni spariranno.

## Colonna sonora
La musica di GiFTPiA può essere ascoltata tramite la radio del gioco; gli artisti coinvolti sono più di una dozzina.
Tracce:
- GiFTPiA FM Radio download
  1. "pop_error song" di Yuzo Kako
  2. "EL LLORÓN" di Komatsu Machiko & Tango Cristal
  3. "Close Down" di Kaimy Plants
  4. "BOXBOX" di 6nin
  5. "Nocturne" di moai
  6. "leftover fed" di Oscillator
  7. "right from wrong" di yet
  8. "FREE SLOW" di Echo Mountain
  9. "Fruits of Love" di Six Squares
  10. "Dig That Beat" di The Travellers
  11. "ASTRO" di Aprils
  12. "[Multiplication]" di Fuzz Proposal
  13. "Cats Alley [Cat Yokotiyou]" di Bossa 51
  14. "SUN GOES DOWN" di Redneck Trio
  15. "Kinnyamonya di Komachi
  16. "THE WINSTONS' SHOW" di The Winstons
  17. "Government Officer [Public official # 4]" di MUMU
  18. "Wertes Baum" di Akino
  19. "icicle" di snoweffect

## Sviluppo
GiFTPiA è stato annunciato ad inizio 2002, come un "RPG diverso" sotto la direzione dell'ex membro SquareSoft Kenichi Nishi. Nonostante sia stato mostrato all'E3 2003 in inglese (con un'uscita nordamericana assai probabile), il gioco è rimasto una esclusiva giapponese. Nintendo ha dichiarato che il gioco mai era stato annunciato per avere una uscita occidentale, ed il sito IGN ha concluso che GiFTPiA era "troppo strano" per l'udienza americana.

## Accoglienza
GiFTPiA ha venduto oltre 40,000 copie il primo mese d'uscita.
GiFTPiA ha ottenuto 34 su 40 dalla famosa rivista giapponese Famitsū. Da varie riviste inglesi ha ricevuto voti particolari, come il ??% datogli da NGC Magazine, che ha giudicato il gioco in modo positivo con però il difetto di essere completamente in giapponese.